# Brixly AB
Brixly AB är ett svenskt byggbolag med huvudkontor i Mölndal. Bolaget omsatte 2020 omkring 2,3 miljarder kronor med en personalstyrka på cirka 500 anställda. Huvuddelen av företaget ägdes tidigare av Erlandsson Bolagen AB, men 2019 bröts bolaget ut ur koncernen och det nya varumärket Brixly AB grundades.
Affärsområden är
- Entreprenad och entreprenadservice som arbetar med totalentreprenad, partnering- och samverksansprojekt.
- Bygg- och skadeservice som tar fram och anpassar serviceavtal
- Affärs- och projektutveckling som utvecklar och driver hållbara affärer i form av mark- och företagsförvärv, tänkt för byggnation.
- Mark- och anläggningsverksamhet som innefattar verksamhet som bland annat gatu- och VA/anläggning, rivning och sanering, bostads- och fastighetsprospektering[1]

## Historik
Verksamheten startade redan på 1950-talet av byggmästare Karl-Erik Erlandsson i Kungsbacka. Erlandsson holding AB som tidigare ägde Brixly AB då under namnet Erlandssonbygg AB ägs fortfarande av familjen Erlandsson. Under åren utvecklades bolaget och kom att täcka hela västkusten, Skåne, Mellansverige, Mälardalen och Dalarna.
2007 började Markus Brink som VD för Brixly, på Erlandsson Bygg. Bolaget Erlandsson Bygg hade då 65 anställda och omsatt 185 miljoner kronor. 2010 etablerade sig bolaget i Tanums kommun och affärsområdet Bohuslän bildas och etablerade sig 2013 även i Skaraborg med kontor i Skövde. Under 2013 slog även bolaget igenom miljardtaket och omsatte strax över en miljard kronor.
2019 köpte vd Markus Brink och några andra delägare som arbetar i bolaget ur Erlandsson. Då fick bolaget sitt nya namn med nytt varumärke. Vid utgången av 2020 omsatte Brixly 2,3 miljarder kronor och hade närmare 500 anställda.